# はちゃめちゃ狂
『はちゃめちゃ狂』（はちゃめちゃきょう）は、日本のロックバンド、かまいたちの2枚目のアルバム、および、メジャーデビューアルバム。1990年9月21日発売。
初回は三方背ケース仕様、フォトブック封入。
シングル「はちゃめちゃ姫」収録曲は全2曲とも未収録。インディーズアルバム『いたちごっこ』から「みにくいあひるのこ」「妖怪ROCK!」「TOY DOLL(S)」を再録収録。オリコンチャートではトップ10入りを果たした。

## 収録曲
1. かMARCH
2. NO THANK YOU
3. FACE TO FACE
4. 14日の土曜日
5. 女子高生
6. 夢の続き
7. 非行少年
8. みにくいあひるのこ
9. Carnation
10. 妖怪ROCK!
11. TOY DOLL(S)
12. 女心と秋の空